# Zbór Kościoła Zielonoświątkowego w Kożuchowie
Zbór Kościoła Zielonoświątkowego w Kożuchowie – zbór Kościoła Zielonoświątkowego w RP znajdujący się w Kożuchowie, przy ulicy Klasztornej 10.
Nabożeństwa odbywają się w niedzielę o godzinie 10:00. 